# Revolt (Muse)
Revolt è un singolo del gruppo musicale britannico Muse, pubblicato il 9 marzo 2016 come terzo estratto dal settimo album in studio Drones.

## Video musicale
Il videoclip, diretto da Guy Shelmerdine e girato a Praga a 360 gradi, è stato pubblicato il 3 novembre 2015 esclusivamente attraverso Apple Music.

## Formazione
Gruppo
- Matthew Bellamy – voce, chitarra, sintetizzatore modulare
- Chris Wolstenholme – basso e cori
- Dominic Howard – batteria

Altri musicisti
- Olle "Sven" Romo – programmazione aggiuntiva

Produzione
- Robert John "Mutt" Lange – produzione
- Muse – produzione
- Tommaso Colliva – produzione aggiuntiva, ingegneria del suono, ingegneria sintetizzatori modulari
- Rich Costey – produzione aggiuntiva, missaggio
- Adam Greenholtz – ingegneria del suono aggiuntiva
- Eric Moshes – assistenza ingegneria del suono
- Tom Baley – assistenza ingegneria del suono
- John Prestage – assistenza ingegneria del suono
- Giuseppe Salvagoni – assistenza ingegneria del suono
- Jacopo Dorigi – assistenza ingegneria del suono
- Martin Cooke – assistenza tecnica
- Nick Fourier – assistenza tecnica
- Mario Borgatta – assistenza missaggio
- Giovanni Versari – mastering
- Matt Mahurin – direzione artistica

## Classifiche
| Classifica (2015)          | Posizione massima |
| -------------------------- | ----------------- |
| Belgio (Fiandre)           | 70                |
| Belgio (Vallonia)          | 69                |
| Regno Unito (rock & metal) | 10                |